# St. Johann am Walde
Pour les articles homonymes, voir Sankt Johann.
St. Johann am Walde (Bavarois: Seiger Hauns) est une commune autrichienne du district de Braunau en Haute-Autriche.